# Федотова, Ирина Васильевна
Ирина Васильевна Федотова (род. 9 сентября 1941) — советская и российская актриса, Заслуженная артистка России (1995).

## Биография
Родилась 9 сентября 1941 года в бомбоубежище московского метро. В 1947 году её семья переехала в Минск, куда её отца отправили поднимать разрушенное народное хозяйство. Была солисткой школьного хора. После школы два года она работала на автозаводе в ОТК контролером.
В 1965 году окончила Белорусский театрально-художественный институт. Во время учёбы в институте познакомилась со своим будущем мужем — Александром Поповым, за которого в 1965 году вышла замуж. В браке родилась дочь — Мария. В дальнейшем вместе с мужем работала в театрах Бреста, Красноярска, Вологды, Екатеринбурга, Минска, Самары.
Впервые на тульской сцене Ирина Федотова выступила в 1978 году на Толстовском фестивале в роли Матрены в спектакле Красноярского ТЮЗа «Власть тьмы» Льва Толстого. В 1989 году с мужем переехала в Тулу, где он возглавил Тульский театр драмы, а она сама стала артисткой труппы. На театральной сцене Федотова сыграла более пятидесяти ролей в таких спектаклях, как «Ромео и Джульетта» (1990), «Мышьяк… и кровавые кружева» (1992), «Семейное счастие» (1997), «Женитьба» (2003), «Тифлисские свадьбы (Ханума)» (2006), «Униженные и оскорблённые» (2008), «Соколы и вороны» (2009), «Воскресение» (2012) и «За двумя зайцами» (2015). В 1995 году ей присвоено звание Заслуженной артистки России. В 2014 году за исполнение роли Нины Ивановны в комедии «Ретро» актриса удостоена Диплома I степени областного конкурса «Триумф» за лучшую женскую роль.